# 江川賢記
江川 賢記（えがわ まさのり）

## 職歴
- 1997年　株式会社アズムエンタテインメント　代表取締役[1]
- 2000年　株式会社モデリスタジャパン　取締役[1]
- 2001年　株式会社リンクワールド　取締役[1]
- 2002年　株式会社お会計　代表取締役[2]
- 2002年　株式会社ネクストゲート　代表取締役[1]
- 2005年　株式会社ソリッドアコースティックス　代表取締役[1]
- 2007年　株式会社カーチス　代表取締役[3]
- 2007年　株式会社ソリッドグループホールディングス　代表取締役[1]
- 2013年　株式会社ソリッドグループイノベーションズ　取締役[4]
- 2014年11月　株式会社ソリッドグループイノベーションズの取締役辞任及び退職
- 2015年1月　投資業、コンサルティング、子会社管理業務を主とする株式会社EMACの代表取締役に就任[5]

## 経歴
- 26歳で有限会社アズム（後に株式会社アズムエンタテインメント）を設立[1]。
- その後、2002年当時、印刷業界向けのネットワーク及びグラフィックアーツ向けの、当時名前すらなかった、クラウドコンピューティング型ネットワークアプリケーションシステム（クラウド型ASP）の事業を行っていた、土屋文人に感銘を受け、土屋文人の関連会社である、2000年11月モデリスタ・ジャパンの取締役、2001年6月リンクワールドの取締役COOを歴任[1]。「Digital archives technology」「アナログ素材のデジタル化」「印刷業界向けのクラウドシステム」「電子マネー」「TCP/IPベースの決済端末開発」らの確立に貢献[6]。
- 2001年から2005年まで、「株式会社モデリスタ・ジャパン」の取締役COO、「リンクワールド株式会社」の取締役COO、「株式会社お会計」の代表取締役社長COO、「株式会社ネクストゲート」の代表取締役社長CEOを歴任[1]。
- 2005年、株式会社ソリッドアコースティックスの役員を依頼される[1]。
- 2005年、ソリッドアコースティックスの代表取締役COOとなる。
- 2007年、東証二部の株式会社カーチス（現カーチスホールディングス）をリーマンブラザーズ証券から、買収資金120億円をフルローンで融資にて調達。公開買付（TOB）によるレバレッジドバイアウト（LBO）にて買収する[7]。
- 強引な買収の手法や、買収後の社員に対する説明不足によって確執が生じ、5ヶ月で失脚[7]。
- 2013年、株式会社ソリッドグループイノベーションズの取締役に就任[4]。
- 2014年11月、株式会社ソリッドグループイノベーションズの取締役辞任及び退職。
- 2015年1月、投資業、コンサルティング、子会社管理業務を主とする株式会社EMACの代表取締役に就任することになる。[5]